# Kanał Wellingtona
Kanał Wellingtona (ang. Wellington Channel) – cieśnina Oceanu Arktycznego, oddzielająca wyspę Devon (na wschodzie) od Wyspy Cornwallisa (na zachodzie). Łączy Cieśninę Barrowa (na południu) z kanałem Queens Channel (na północy). Ma około 100 mil (160 km) długości i 15 mil (24 km) szerokości (w najwęższym miejscu). W 1845 roku do cieśniny dotarł John Franklin. Wybrzeża cieśniny były również eksplorowane przez Williama Penny'ego (w 1851) oraz ekspedycję Edwarda Belchera (w latach 1852-1854).